# Legio (ciudad)
Legio (León) fue una ciudad romana perteneciente al convento Asturicense, en la provincia Tarraconense (desde 298 Gallaecia). Fundado hacia el 29 a. C. como campamento de la Legio VI Victrix, a finales del siglo I fue instalada la Legio VII Gemina, la cual hizo de Legio su base permanente hasta aproximadamente principios del siglo V.
Situada en el interfluvio entre los ríos Bernesga y Torío, durante la época altoimperial tuvo gran importancia debido a que la unidad militar fue la encargada, entre otras tareas, de controlar el noroeste peninsular, donde se localizaban importantes explotaciones auríferas como Las Médulas.
Sus ruinas se encuentra bajo la moderna León, y entre ellas sobresalen las murallas, la Porta Principalis Sinistra y los restos del anfiteatro de su cannabae.

## Contexto geográfico

Mapa de las calzadas en Hispania recogidas en el Itinerario de Antonino.

Cuando el ejército romano conquistó la zona astur al sur de la cordillera Cantábrica, las autoridades imperiales decidieron establecer una de sus bases en una terraza fluvial, a 838 m s. n. m., en la confluencia de los ríos Bernesga y Torío. Su localización tuvo lugar en los límites septentrionales de la Meseta Norte, en la transición del Páramo Leonés a las primeras estribaciones de la cordillera Cantábrica.
Entre los argumentos que justifican su fundación en este enclave destaca, aparte de su cercanía al escenario de las guerras astur-cántabras, el control, desde el pie de monte, en el límite de la zona de nevadas más intensas del momento, de los principales pasos orientales a través de la cordillera hacia la Asturia Transmontana y la costa cantábrica. Otro motivo serían los ricos depósitos auríferos localizados en territorio astur, aunque por entonces desconocían su localización exacta.

## Comunicaciones
Debido a su situación estratégica, León ha sido paso obligado para llegar al Bierzo y Galicia por un lado, y a Asturias por el otro, a través de los pasos de los Montes de León y de la cordillera Cantábrica. 
En el Itinerario de Antonino, una de las pocas recopilaciones de caminos que nos ha llegado de la antigüedad, datado en el siglo III, aparece citada alguna de las calzadas que pasaban por la ciudad:
- Vía I, que enlazaba Legio con Italia a través de Caesaraugusta (Zaragoza).

## Historia

### Legio VI Victrix

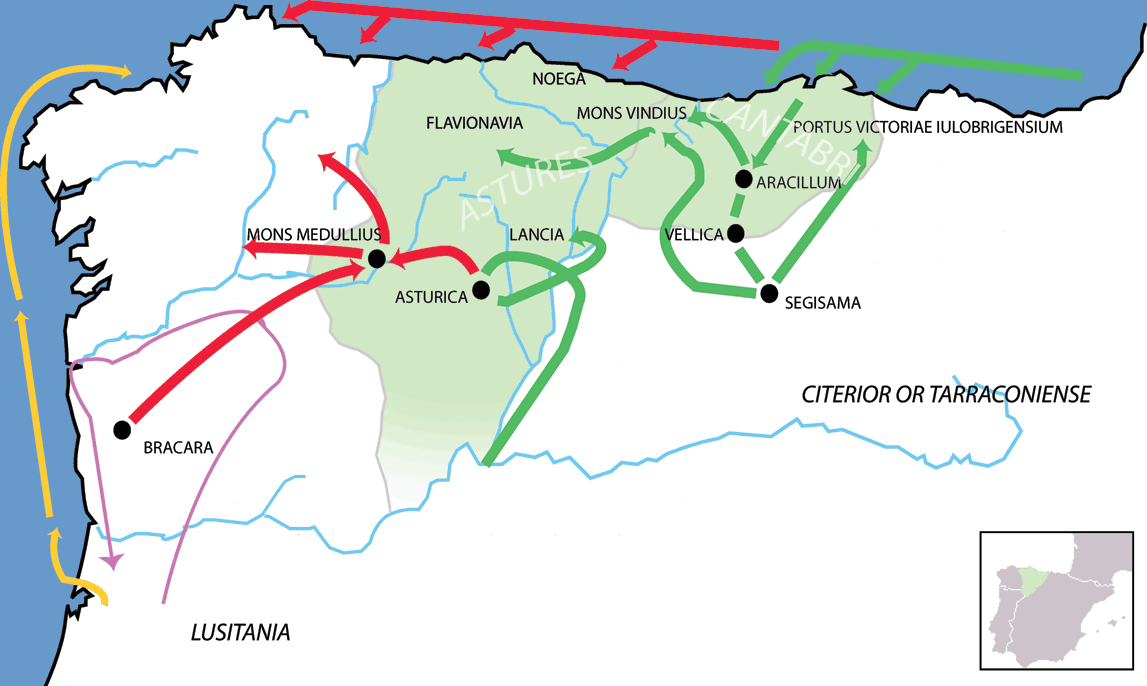
Operaciones militares romanas llevadas a cabo durante las guerras astur-cántabras..
Campaña del año 25 a. C.
Campaña del año 26 a. C.
Campaña de Julio César del año 61 a. C.
Campaña de Décimo Junio Bruto del año 137 a. C.

En el año 29 a. C., la Legio VI fue llevada a la Hispania Tarraconensis, donde ayudó en la guerra de Augusto contra astures y cántabros, entre el 25 a. C. y el 13 a. C.
Permaneció asentada en el campamento de León durante casi un siglo, recibiendo el apelativo de Hispaniensis. Su misión fundamental fue mantener el orden y controlar las cercanas explotaciones auríferas del territorio asturgalaico; así, a comienzos del reinado de Nerón, aplastó con facilidad una sublevación de los astures. Además, proporcionó escoltas y personal especializado a los gobernadores y procuradores de las provincias Lusitania y Tarraconense.
La impopularidad de Nerón determinó que el gobernador de la Tarraconense, Servio Sulpicio Galba, se sublevase y se proclamase emperador en la ciudad de Clunia, siendo apoyado por la Legio VI Victrix. Para completar a ésta, Galba creó la Legio VII Galbiana, primer nombre que recibió en honor a su fundador, luego llamada Legio VII Gemina.

### Legio VII Gemina

Hispania bajo Adriano (117-138), señalando el lugar del acuartelamiento de la Legio VII Gemina y su relación con las principales calzadas y explotaciones de metales preciosos.

A partir del año 74, bajo el reinado del emperador Vespasiano, el recinto campamental de Legio, abandonado desde la partida hacia Germania de la Legio VI Victrix, fue reocupado por la Legio VII Gemina, levantándose un nuevo campamento, con una orientación ligeramente distinta de la de su predecesora, que se convirtió en su base permanente hasta su desaparición en el año 409. La trama reticular de este castra legionis VII Geminae determinó la posterior evolución de Legio y de León, su sucesora. Además se consolidó una zona civil aledaña al campamento.

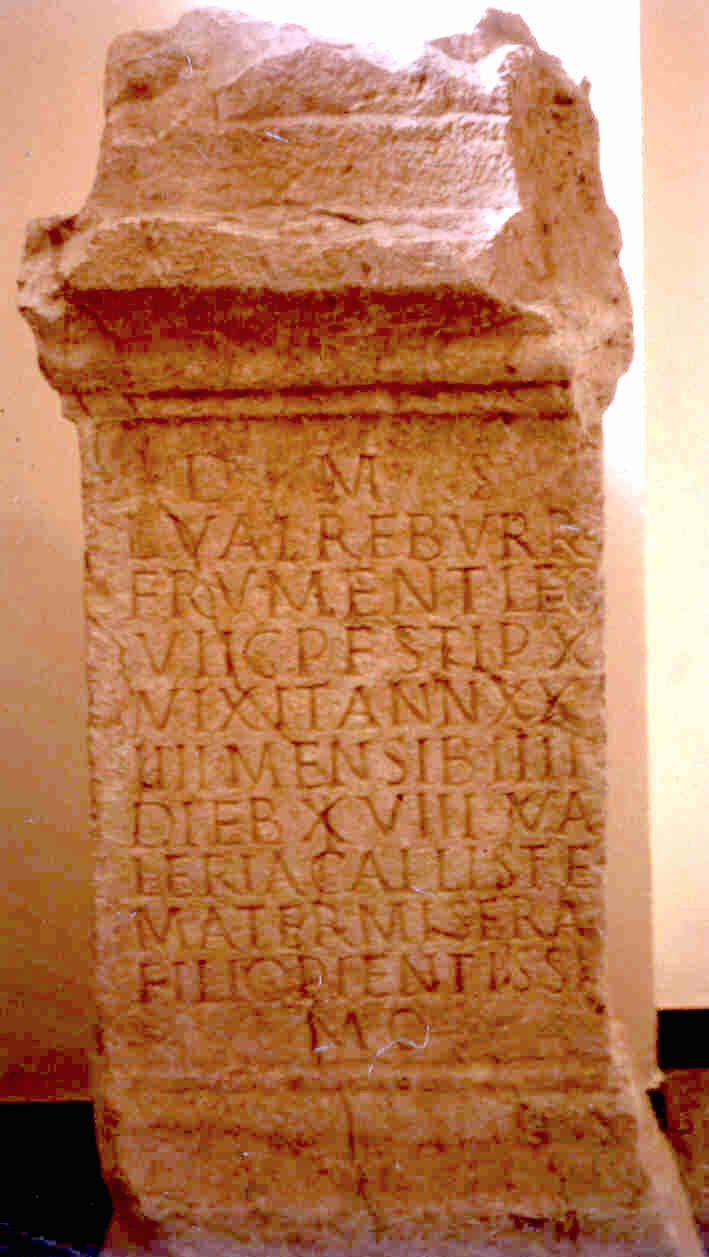
Epitafio de L. Valerius Reburrinus, frumentarius de la Legio VII Gemina.

Desde esta base, la unidad dio apoyo a los gobernadores de las provincias hispanas, especialmente de la Tarraconense, y proporcionó personal especializado y escolta para la explotación de los importantes yacimientos auríferos del Noroeste hispano.
En cuanto a sus campañas exteriores, la VII Gemina, dirigida por el futuro emperador Trajano, se dirigió hacia Germania Inferior para reprimir la revuelta de Lucio Antonio Saturnino, colaboró en las guerras dacias de Trajano, en la construcción del Muro de Adriano, en las guerras contra los Mauri con Antonino Pío y en las campañas contra este mismo pueblo cuando invadieron la Baetica bajo Marco Aurelio.
Durante el siglo III, la unidad empezó por jurar lealtad a Clodio Albino, a quien abandonó en favor de Septimio Severo después de la batalla de Lugdunum, jurando lealtad más tarde a los diferentes emperadores hasta la época de Galerio. En ese momento entró en la órbita del Imperio Gálico, pero retornó a la disciplina imperial de Aureliano antes que la Galia y Britania. Bajo este último emperador, parte de la unidad fue enviada a Oriente para participar en las campañas contra el reino de Palmira, pero nunca regresó a Hispania, transformándose, con Constantino I el Grande en parte del ejército de maniobras de Oriente como legio comitatensis.

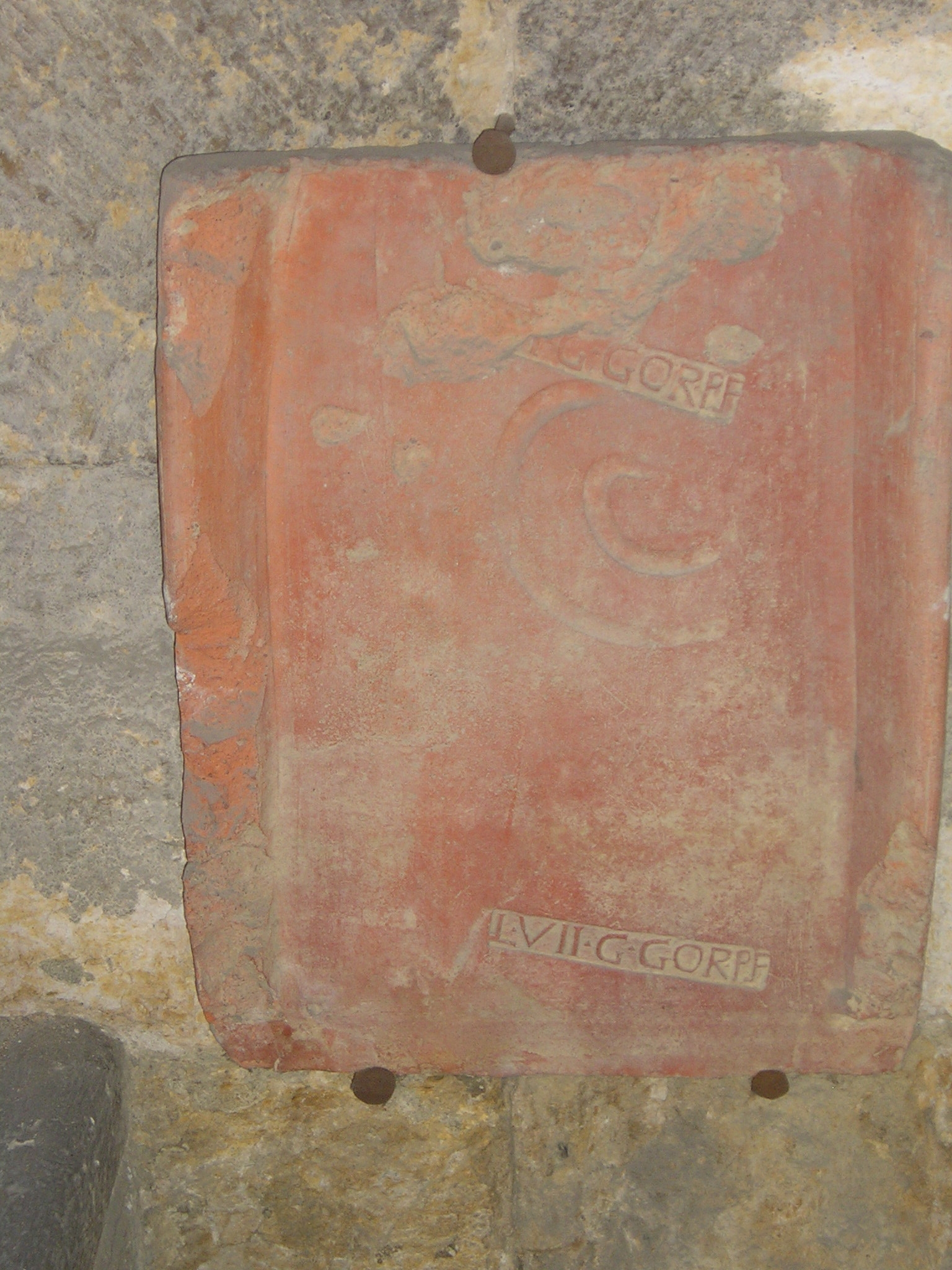
Ladrillo con la figlina L(egio) VII G(emina) GORD(iana) P(ia) F(elix), procedente de Legio, que indica la presencia de la VII Gemina a mediados del en su campamento.

En el siglo IV, la unidad fue transformada y reducida con las reformas de Constantino I, sin participar en ninguna operación exterior y hacia el 409, después de las maniobras de Constantino III y Geroncio, debía estar tan mermada de efectivos que la invasión de vándalos, suevos y alanos supuso su disolución.

## El campamento
La excavaciones arqueológicas en la ciudad de León, cuyo casco histórico mantiene las líneas esenciales del castra legionis, han permitido descubrir restos de la muralla campamental, de su foso, de la puerta Principalis Sinistra, del Pretorio y del Principia, de algunos barracones, y de las termas —debajo de la actual Catedral—, junto con monedas, armas, restos de armaduras, y material de construcción sellado con la figlina de la Legión.
El recinto ocupado por la Legio VII tiene forma rectangular, la de un campamento o castra de 570 por 350 metros, capacitado, por ello, para albergar una legión en sus 20 ha. de superficie. Las intervenciones han permitido conocer alguno de los rasgos de las edificaciones campamentales. Las más completas son los restos de dos barracones (centuriae), donde podían distinguirse los diversos espacios destinados al alojamiento de los soldados (contubernia), o también los Principia, o cuartel general de la Legio VII, que se localizó en un solar de la calle San Pelayo.

### Las murallas

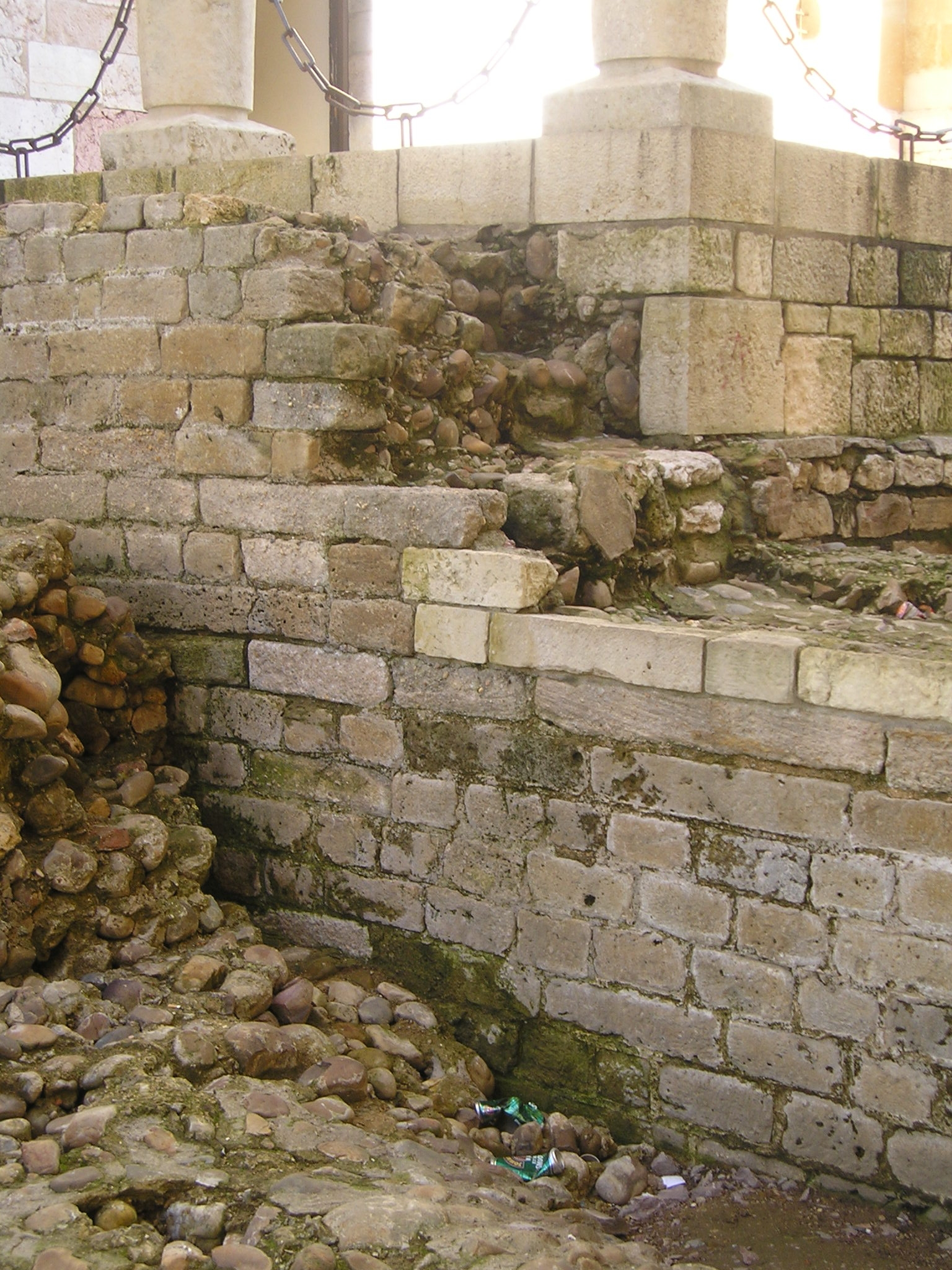
Restos de la muralla altoimperial del campamento de la Legio VII Gemina.

La ciudad de Legio tuvo a lo largo de su etapa romana varios sistemas defensivos. La primera fortificación, en torno al siglo I a. C., consistiría en un muro de opus vittatum reforzado con un terraplén interno.
Ya con la Legio VII Gemina asentada en el campamento, se construyó otra fortificación, de la que aún se observan algunos restos junto a la Basílica de San Isidoro, datada en el siglo I.
Por último, la muralla aún observable, y llamada muralla de los cubos, data de finales del siglo III o principios del IV. Tiene una anchura de más de siete metros, y se conservan 36 torres, aproximadamente la mitad de las que debió tener, a las que se sumarían las 8 pertenecientes a las puertas de entrada. Se conservan regularmente desde la Torre de los Ponce, detrás de la Plaza Mayor, hasta Puerta Castillo, y desde aquí hasta la torre de la basílica de San Isidoro. Fue declarada Monumento Histórico Artístico el 3 de junio de 1931.
De las cuatro puertas que tuvo el recinto campamental, tan sólo se tienen evidencias arqueológicas de la Porta Principalis Sinistra. Situada en el costado oriental, estaba flanqueada por dos torres rectangulares, cuyos restos se pueden ver en la cripta arqueológica de Puerta Obispo, junto a la Catedral. Otra de las puertas, la Porta Principalis Dextra, debió de estar en el lado contrario, donde se encuentra el Palacio de los Guzmanes. Ambas se unirían por la Via Principalis, la moderna Calle Ancha.
Sobre las torres que formaban parte del antiguo recinto murario, se conserva la Torre de los Ponce, aunque con diversas modificaciones posteriores.

### Las termas
El campamento contaba con un gran conjunto termal, situado en donde se encuentran la Catedral y la Plaza de la Regla, junto a la Porta Principalis Sinistra y a la Via Principalis. Fueron construidas entre los siglos I y II, y permanecieron en uso hasta el siglo IV.

### Abastecimiento de agua

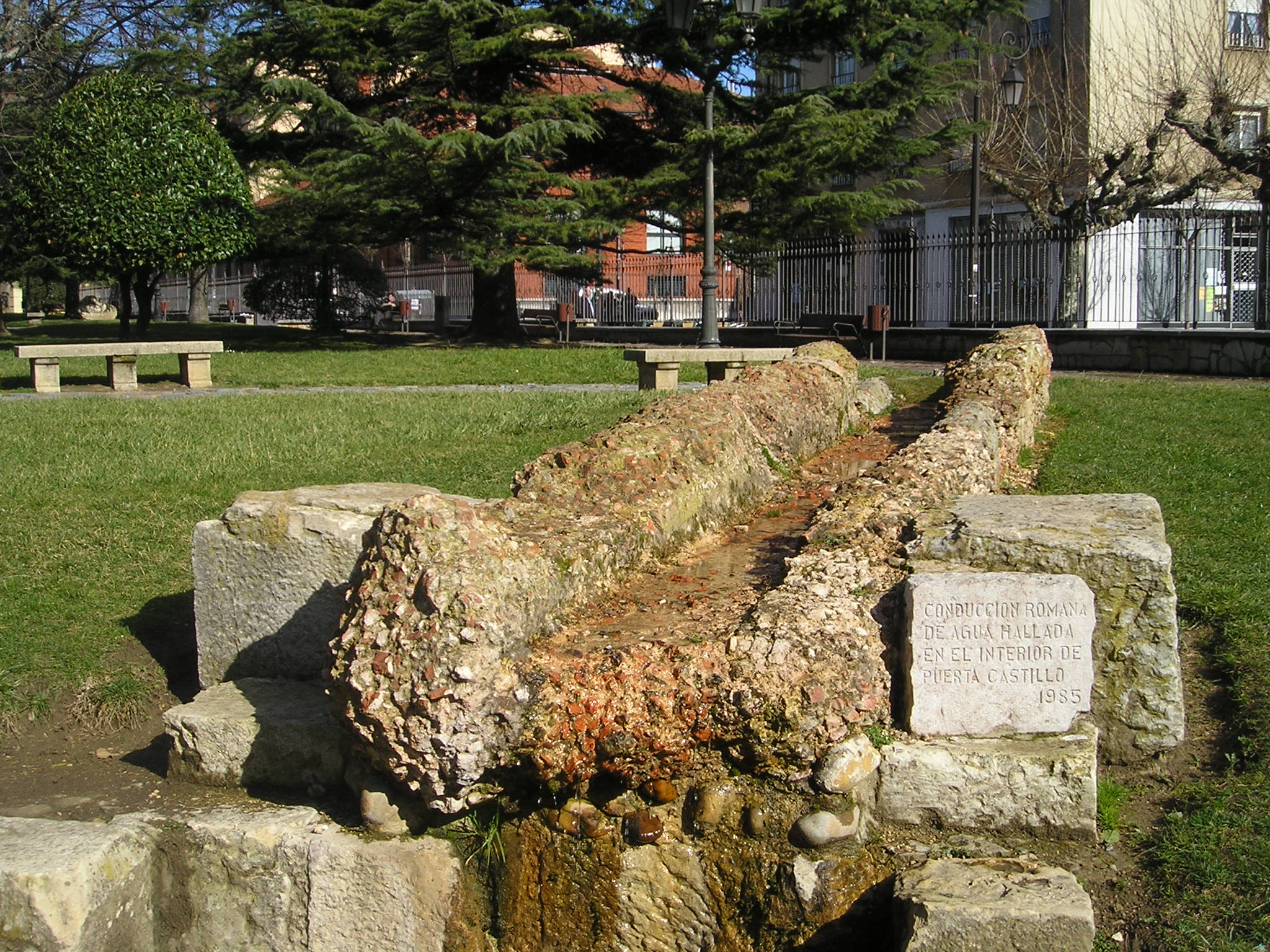
Canalización de agua construida por la Legio VII Gemina para abastecer sus instalaciones campamentales.

El campamento contó, al menos, con un acueducto, que llegaba al recinto por el noroeste, y cuyo trazado pudo conocerse en mayor profundidad tras su localización, durante unas obras, en las terrazas del río Bernesga, paralelo a la carretera que se dirige a Carbajal de la Legua. No obstante, sus fuentes o captaciones no se conocen con exactitud. Su cronología habría que situarla entre finales del siglo I y principios del siglo III. 
Por otra parte, en la calle El Torrejón, detrás de la Catedral, se conservan los restos de un depósito de agua que debió estar en la zona exterior del campamento de la Legio VI Victrix. Tiene unas dimensiones de 35 m de largo por 12 m de ancho.

## El núcleo civil
Alrededor del campamento, como era normal con todas las bases militares del Imperio romano, fue creándose un núcleo civil paralelo, la cannaba, en la que se asentaban los comerciantes, prostitutas, magos y todas las personas que se encargaban de cubrir las necesidades de los soldados. 
En esta ciudad civil, los soldados terminaban por adquirir parejas estables, que se transformaban en madres de sus hijos, y estas uniones, en principio prohibidas pero toleradas por las autoridades romanas, se regularizaban cuando los soldados se transformaban en veteranos. Los restos encontrados indican que esta comunidad civil fue construida en la zona que ocupa el Barrio Húmedo moderno, al sur del campamento de la legión.
Restos de unas pequeñas termas aparecieron en el barrio de San Lorenzo, al este del recinto fortificado. Su cronología se puede establecer de una manera amplia por los sellos latericios presentes en los muros. Todos portaban la inscripción Legio VII Gemina Felix, lo que nos indica que pudieron construirse en o después del 73-74.
Los hallazgos más interesantes en esta zona pertenecen al anfiteatro (con una capacidad para 5000 espectadores), situado junto a uno de los ángulos del recinto amurallado, en la calle Cascalerías. Sus restos se conservan, al igual que la Porta Principalis Sinistra, en una cripta arqueológica.
Por otro lado, el entorno suburbano ha proporcionado hasta el momento dos necrópolis de inhumación de época tardía. Las características de los enterramientos son similares en ambos casos, fosas delimitadas con ladrillos o cantos y cubierta con ladrillo o tejas (tegulae) a doble vertiente o plana.